# ليندا هولت
ليندا هولت (بالإنجليزية: Lynda Holt)‏ هي منافسة ألعاب القوى أسترالية، ولدت في 9 مارس 1972 في برث في أستراليا.

## روابط خارجية
- ليندا هولت على موقع النتائج التاريخية لألعاب القوى الأسترالية (الإنجليزية)
- ليندا هولت على موقع Paralympic.org (الإنجليزية)